# Аграханский залив
Аграханский залив — залив у западного берега Каспийского моря, отделен от него Аграханским полуостровом. Открыт к северу так называемыми Чаканными воротами, вдается в материк на 40 км. Ширина от несколько сот метров у Чаканных ворот, до десятка километров в южной части. Глубина до 4 м. В настоящее время руслом реки Терек, разделен на две изолированные части — Северную (имеющую связь с морем) и Южную (фактически превратившуюся в озеро). Вода в северной части залива сильно опреснённая, в южной пресная.
В залив многочисленными протоками и рукавами (банками) впадает река Терек — Аликазган (Главный Банк), Кубякинский Банк (в Северный Аграхан), Батмаклинский Банк (в Южный Аграхан, в настоящее время практически полностью заилен). Кроме того в залив сбрасываются воды каналов и коллекторов: в Северный Аграхан — Кардонка, Росламбейчик, Анашкина канава; в Южный Аграхан — имени Дзержинского, Тальма и др. По историческим данным ранее в залив впадала р. Сулак, а вплоть до конца 60-х годов XX века реки Аксай и Акташ (устье располагалось возле села Новая Коса).

## История изучения и развития
Некогда залив представлял собой довольно обширную и глубокую часть Каспийского моря. Об этом свидетельствует тот факт, что Пётр I во время своего «Персидского похода» заходил на своих судах в залив до самого его южного берега (где впоследствии создал крепость Святого Креста в истоке рукава реки Сулак — Аграхани). С течением времени залив стал заиливаться наносами, приносимыми реками Терек и Сулак. После образования в 1914 году Каргалинского прорыва и смещения основного русла Терека к югу, река стала впадать в среднюю часть залива многочисленными рукавами. Дельта с каждым годом все дальше разрасталась по заливу и к середине 1950-х годов полностью заполнила среднюю часть, разделив его на две части. Образовался так называемый Аграханский крест, по которому происходил сброс реки, а также сообщение через русло реки обеих частей залива. Встала реальная угроза полного заиления залива, положение также усугублялось падением уровня Каспийского моря. Для предотвращения дальнейшего заиления залива в 1968 году была прорыта так называемая Прорезь (канал) через Аграханский полуостров, и воды реки стали непосредственно поступать в среднюю часть Каспия. Это в итоге привело к полному обособлению частей залива.
Если северная часть залива имеет естественную связь с морем, а также в него сбрасываются воды Терека по Кубякинскому банку, то водность южной части полностью зависит от водности реки Терек, с которой он сообщается по так называемым протокам. Кроме того в залив сбрасываются дренажные воды каналом имени Дзержинского. Для регулировки уровня в южной части и сброса высокой воды в южной части залива созданы так называемые Гаруновские затворы, от которых вода по каналу перебрасывается в канал Юзбаш.

## Растительный мир
В заливе встречаются реликтовые растения: кувшинка белая, орех гирканский, пузырчатка, сельвиния плавающая, плавающая марсилия, валлиснерия спиральная, горец земноводный и др.

## Животный мир
Залив является главным местом обитания и нерестилища рыб частиковых и осетровых пород.
Кроме того, залив — одно из уникальных мест гнездования, отдыха во время перелета и зимовки водоплавающих и околоводных птиц. Здесь встречаются до 200 видов птиц: чёрный и белый аист, пеликаны, лебеди, розовые фламинго, белые, серые и рыжие цапли, фазаны, различные виды утиных и гусиных и т. д..
Из наземных животных в зарослях залива обитают кабан, волк, выдра, ранее встречался олень, енотовидная собака, камышовый кот и др.

## Охрана природы
На территории южной части залива создан федеральный заказник «Аграханский», а также опытное охотничье-рыболовное хозяйство «Дагестанское».

## Населённые пункты
Район залива малонаселён. Единственный крупный населённый пункт на его побережье — село Новая Коса. Кроме него имеются село Оразгулаул и кутан Главный Кут. Ранее также располагались ныне нежилые либо переселенные сёла: Тушмановка, Чаканное, Акайкино, Росламбейчик, Бирючек, Аликазган (на Тереке).